# Орловац (община Куршумлия)
Вижте пояснителната страница за други значения на Орловац.
Орловац (на сръбски: Орловац или Orlovac) е село в Сърбия, Топлишки окръг, община Куршумлия. Според Националната статистическа служба на Република Сърбия през 2011 г. селото има 10 жители.

## Демография
Броят на населението в годините 1948 – 2011 е както следва: